# پل کوپر (بازیکن فوتبال، زاده ۱۹۵۳)
پل کوپر (انگلیسی: Paul Cooper؛ زادهٔ ۲۱ دسامبر ۱۹۵۳) بازیکن فوتبال اهل بریتانیا است.
از باشگاه‌هایی که در آن بازی کرده‌است می‌توان به باشگاه فوتبال استوک‌پورت کانتی، باشگاه فوتبال ایپسویچ تاون، باشگاه فوتبال منچستر سیتی، باشگاه فوتبال بیرمنگام سیتی، و باشگاه فوتبال لستر سیتی اشاره کرد.